# Synarsis pulla
Synarsis pulla is een vliesvleugelig insect uit de familie van de Ceraphronidae. De wetenschappelijke naam van de soort is voor het eerst geldig gepubliceerd in 1878 door Foerster.